# NGC 1569
NGC 1569 = Arp 210 ist eine irreguläre Zwerggalaxie vom Hubble-Typ IBm im Sternbild Giraffe am Nordsternhimmel, die schätzungsweise 10 Millionen Lichtjahre von der Milchstraße entfernt ist. Sie wird als Starburst- und als Seyfertgalaxie klassifiziert. Halton Arp gliederte seinen Katalog ungewöhnlicher Galaxien nach rein morphologischen Kriterien in Gruppen. Diese Galaxie gehört zu der Klasse Galaxien mit Unregelmäßigkeiten, Absorption und Auflösung.
Eine Entfernungsmessung basierend auf Hubble-Space-Telescope-Daten aus dem Jahr 2007 führte zu einer Korrektur der Entfernung um etwa 4 Millionen Lichtjahre und zeigte, dass NGC 1569 Mitglied einer Gruppe von zehn Galaxien um IC 342 (Maffei-Gruppe) ist. Die gravitative Wechselwirkung mit den anderen Mitgliedern der Gruppe wird als Auslöser des Starbursts angesehen.
Das Objekt wurde am 4. November 1788 von dem deutsch-britischen Astronomen William Herschel entdeckt.

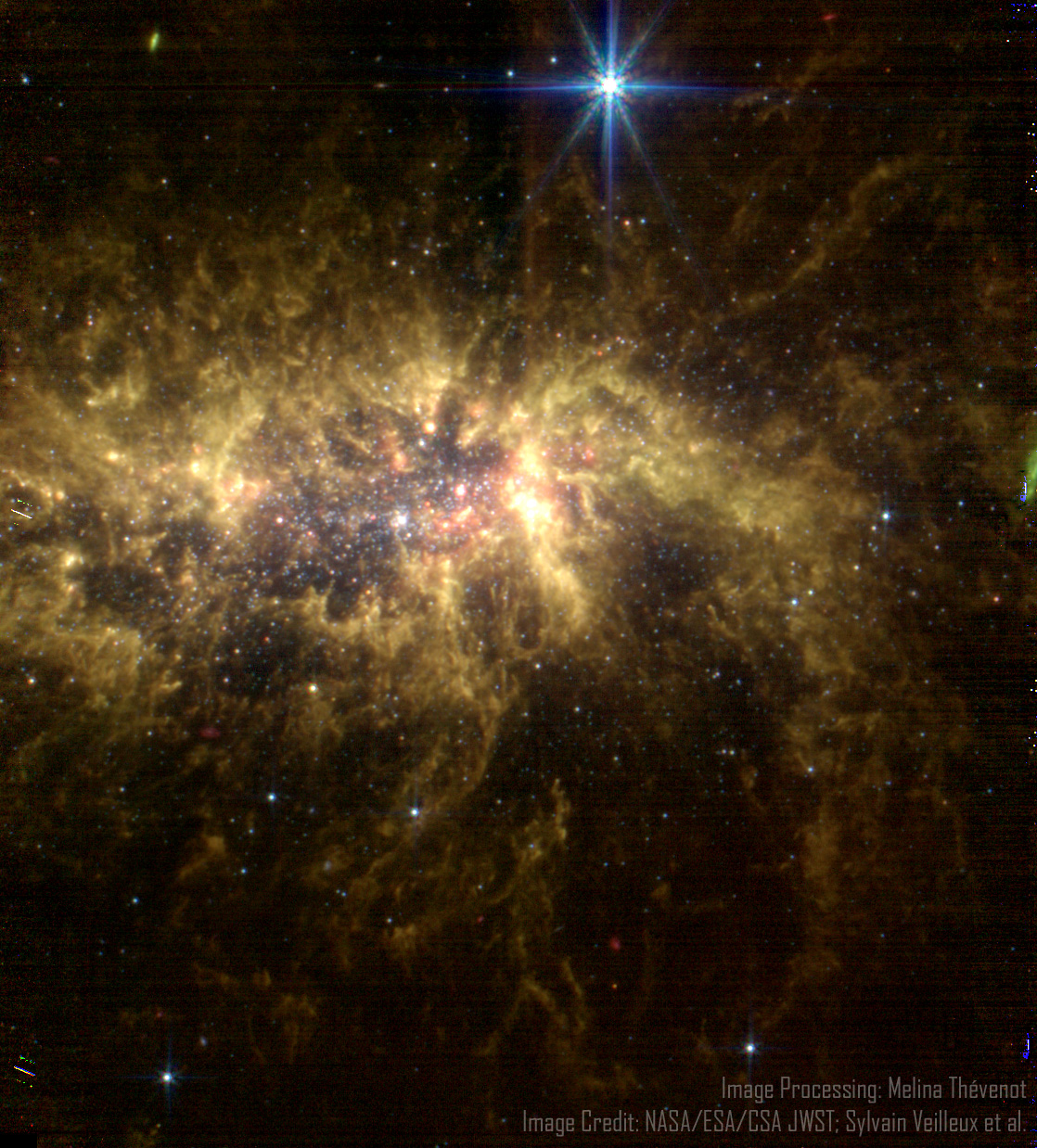
MIRI-Aufnahme des Hubble-Weltraumteleskops